# スタッブス (猫)

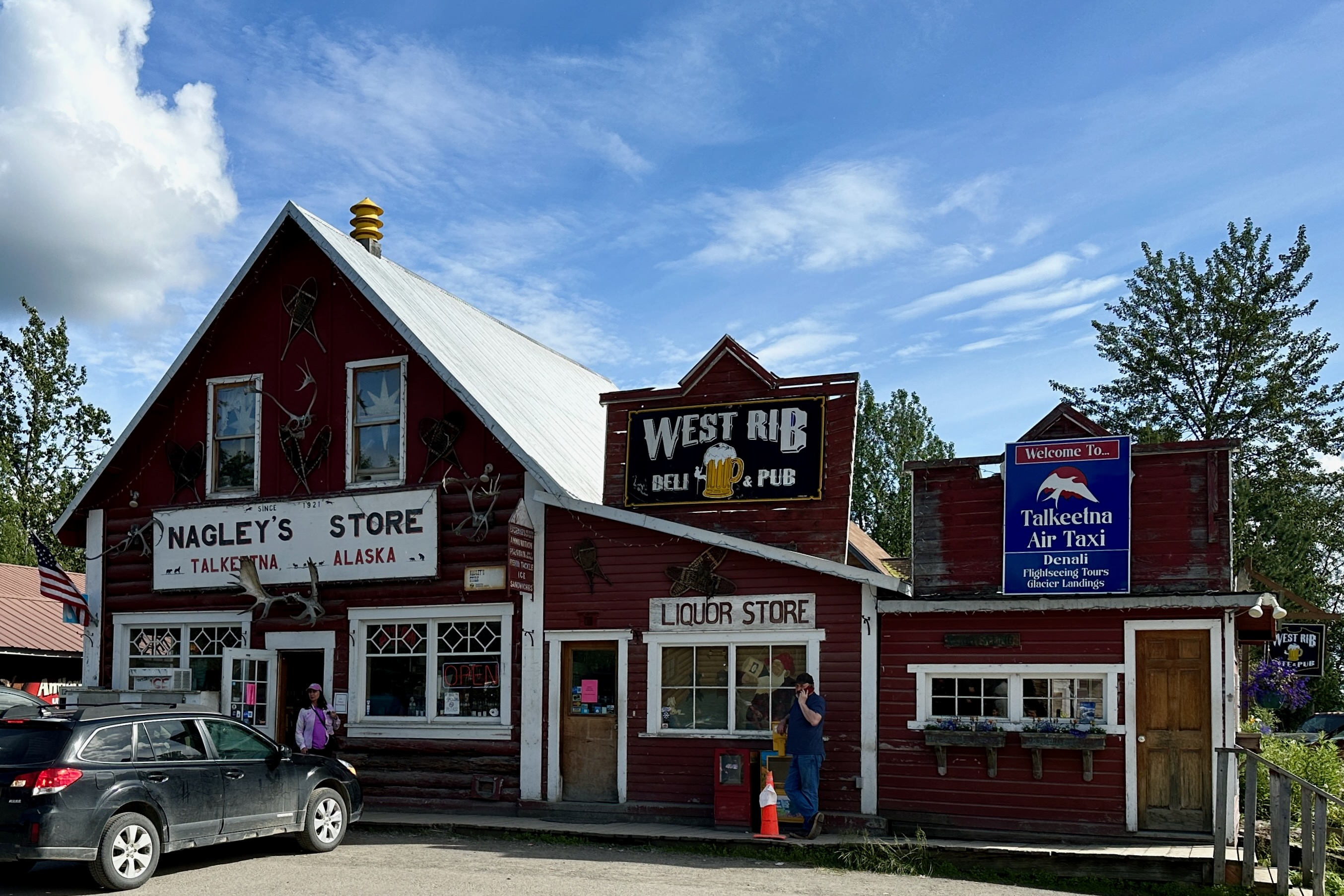
スタッブスが執務時間の大半を過ごした Nagley's General Store

スタッブス（Stubbs、1997年4月12日 - 2017年7月21日）は、1997年7月から2017年7月21日までアラスカ州マタヌスカ・スシトナ郡のタルキートナで「名誉市長」を務めたネコである。
生前の市庁舎にはタクシーや手紙が溢れ、毎日30人から40人の観光客（その大部分は、マッキンリー山等、アラスカ州の他の目的地を訪れる途中であった）が訪れる観光地となっていた。町は「歴史的地区」のみのため、スタッブスの地位は名誉的なものである。
1997年、Nagley's General StoreのマネージャーLauri Stecは、駐車場で子猫のたくさん詰まった箱の中にスタッブスを見つけた。持ち主は子猫を譲り、尾がなかったことから、Stecはスタッブスを選んだ。
スタッブスの選出については一般に、人間の候補者には適任者がおらず、一部住民がスタッブスへの投票を呼びかけたところ当選した、といった紹介がなされている。しかし、NPRによると、「この小さな町には本当の市長がおらず、従って選挙もなかった」ため、この猫は投票で市長に選ばれることはできなかった。Nagley's General Storeは、現在ではスタッブスの市庁舎の役割も果たしている。
2013年8月31日、スタッブスは犬に襲われた。3日後、スタッブスは動物病院で重い鎮静状態から回復し、肺破裂と胸骨骨折に苦しんだと報じられている。スタッブスを襲った犬は発見されなかった。クラウドソーシングのウェブサイトは、スタッブスの医療費の支援を立ち上げた。
毎日午後、スタッブスはイヌハッカを満たしたワイングラスで水を飲んだ。
2017年7月21日の朝、飼い主が死亡しているスタッブスを発見した。